# Едгар Леонард
Едгар Велч Леонард (англ. Edgar Welch Leonard; 19 червня 1881, Вест-Ньютон, Массачусетс — 7 жовтня 1948, Нью-Йорк) — американський тенісист, чемпіон і бронзовий призер літніх Олімпійських ігор 1904. 
На Іграх 1904 в Сент-Луїсі Леонард брав участь в обох турнірах. В одиночному розряді він зупинився на стадії півфіналу й посів третє місце, вигравши бронзову медаль. У парному розряді, граючи разом з Білсом Райтом, вони виграли змагання та отримали золоті нагороди. 